# Merseyside Professional Championship
Merseyside Professional Championship — пригласительный снукерный турнир, проходивший в  1990-х — 2000-х годах в Англии.
Турнир был организован известным снукерным рефери Питером Уильямсоном и имел большой успех, несмотря на свой маленький призовой фонд. В нём участвовало множество игроков, главным образом из нижней половины мэйн-тура. Сам турнир не входил в календарь тура.
Все матчи соревнования проходили в Ливерпуле.

## Победители
| Сезон   | Победитель      | Финалист         | Счёт | Приз победителю | Спонсор            |
| ------- | --------------- | ---------------- | ---- | --------------- | ------------------ |
| 1993/94 | Дэйв Харольд    | Тони Рампелло    | 5:3  | £ 500           | Burtonwood         |
| 1994/95 | Дин Рейнолдс    | Джейсон Фергюсон | 5:1  | £ 700           | J P O'Brien        |
| 1995/96 | Род Лоулер      | Дин Рейнолдс     | 5:4  | £ 700           | Courage            |
| 1996/97 | Дэвид Грэй      | Пол Суини        | 5:2  | £ 1 150         | Matthew Brown      |
| 1997/98 | Энтони Болсовер | Пол Уайкс        | 5:4  | £ 1 150         | Matthew Brown      |
| 1998/99 | Питер Лайнс     | Ли Уокер         | 5:4  | £ 1 150         | John Smith/Fosters |
| 1999/00 | Стюарт Бинэм    | Стюарт Петтман   | 5:1  | £ 1 150         | John Smith         |
| 2000/01 | Майкл Холт      | Род Лоулер       | 5:3  | £ 1 200         | John Smith         |
| 2001/02 | Ник Дайсон      | Пол Дэвисон      | 5:2  | £ 1 200         | John Smith         |
| 2002/03 | Марк Дэвис      | Стивен Магуайр   | 5:2  | £ 1 500         | John Smith         |
| 2003/04 | Стивен Магуайр  | Марк Дэвис       | 5:1  | £ 1 500         | John Smith         |
| 2004/05 | Джо Пэрри       | Стивен Крофт     | 5:2  | £ 1 500         | John Smith         |